# آلوده (فیلم)
آلوده فیلمی به کارگردانی اسماعیل پورسعید و نویسندگی احمد نجیب‌زاده محصول سال ۱۳۵۶ است.

## داستان
حبیب‌الله خان (نعمت‌الله گرجی) و دخترش ملیحه (آتوسا) به امیر (منوچهر وثوق) از دست برادرزاده اش هاشم (یدالله شیراندامی) گلایه می‌کنند. هاشم دوست صمیمی امیر است و ازدواجش با ملیحه را به تعویق می‌اندازد. امیر، که با آذر (ثریا حکمت) قرار ازدواج گذاشته، رانندهٔ یک شرکت معدن کار است، و در پایان ماه حقوق کارگران را به معدن می‌برد، اما محمد (جلال پیشوائیان) و اکبر (اکبر اصفهانی)، از همدستان هاشم، در بین راه، پول را سرقت می‌کنند و باعث مرگ حساب دار شرکت می‌شوند. امیر به اصفهان می‌گریزد و از هاشم کمک می‌طلبد. هاشم از محمد و اکبر می‌خواهد که مخفی شوند. هاشم با پری (آرام)، که زن بدنامی است، رفت و آمد دارد و همین موجب می‌شود که با ملیحه ازدواج نکند. امیر پری را از هاشم دور می‌کند، و درمی یابد که آذر خواهر پری است. امیر از طریق پری نشانی اکبر را می‌یابد و با تحت فشار گذاشتن او متوجه اصل ماجرا می‌شود. امیر شب جشن ازدواج هاشم و ملیحه موضوع را به او می‌گوید و او را ترک می‌کند. پری توسط محمد زخمی می‌شود، و پلیس امیر را دستگیر می‌کند. در بازداشتگاه روشن می‌شود که هاشم خود را به عنوان مقصر اصلی معرفی کرده‌است. امیر وعده می‌دهد که خانه اش را بفروشد و با بازپس دادن پول شرکت موجب آزادی هاشم بشود. امیر و آذر به عیادت پری می‌روند و او را در واپسین لحظهٔ زندگی اش ملاقات می‌کنند.

## بازیگران
- منوچهر وثوق
- آرام
- یداله شیراندامی
- جلال پیشواییان
- ثریا حکمت
- نعمت‌اله گرجی
- آتوسا
- گیتی فروهر
- حسین صفاریان
- اکبر اصفهانی
- فاضل
- هوشنگ عدیلی
- فلاحی